# Конвой №4119
Конвой № 4119 — японський конвой часів Другої світової війни, проведення якого відбувалось у січні 1944-го.
Вихідним пунктом конвою був атол Трук у центральній частині Каролінських островів, де ще до війни створили потужну базу японського ВМФ, з якої до лютого 1944-го провадились операції в цілому ряді архіпелагів. Пунктом призначення став розташований у Токійській затоці порт Йокосука, що під час війни був обраний як базовий для логістики Труку.
До конвою увійшли флотське судно-рефрижератор «Кінедзакі» (Kinezaki) і чотири транспорти — «Кембу-Мару», «Мікаге-Мару №18», «Чоан-Мару №2 Го» (останній сам тривалий час займався ескортуванням і лише в жовтні 1943-го був перекласифікований із допоміжного канонерського човна у транспорт) та ще одне неідентифіковане судно. Ескорт забезпечували кайбокан (фрегат) «Амакуса» та допоміжний мисливець за підводними човнами CHa-23.
Загін вийшов у море 19 січня 1944-го. Оскільки на підходах до Труку традиційно діяли американські підводні човни, певний час додаткову охорону надавали переобладнаний сітьовий загороджувач «Кокко-Мару» та переобладнаний тральщик «Носіро-Мару № 2» (Noshiro Maru No. 2), що 20 січня відокремились та попрямували назад на базу.
Маршрут конвою № 4119 пролягав через ще кілька традиційних районів активності ворожих субмарин, які зазвичай патрулювали біля Маріанських островів, островів Огасавара та поблизу східного узбережжя Японського архіпелагу. Втім, 31 січня 1944-го загін без інцидентів досягнув Йокосуки.